# Ariaric
Ariaric (IVe siècle) est le premier roi des Wisigoths connu.

## Contexte historique
Au IVe siècle, les Goths, installés aux frontières de l'Empire romain, tentent de s'y installer régulièrement. Ce groupe s'est séparé en deux groupes principaux, les Ostrogoths qui se lancent à la conquête des régions entre la Volga, l'Oural et le Caucase sous la direction de leur roi amale Hermanaric ; les Wisigoths ou Tervinges combattent en Europe centrale et méridionale. Peuple nomade, ils sont toujours à la recherche de provisions régulières pour nourrir leur groupe important.

## Biographie
On ne connaît rien de son enfance ni de ses origines. Ariaric est le père d'Aoric.
Les Goths impressionnent par les spectaculaires combats qu'ils mènent aux franges de l'empire. En 328, Constantin 1er fait construire un pont sur le Danube et des fortifications en Valachie et en Olténie. Les Tervinges et les Taïfales en profitent et se déplacent alors vers les régions de la Tisza contrôlées par les Sarmates. Ceux-ci s'allient aux Romains sous le commandement de Constantin II, fils de l'empereur pour combattre les Goths. Durant l'hiver 332, les combats entraînèrent la mort de près de 100 000 personnes, à cause de la famine qui en a résulté et du mauvais temps.
En 332, Ariaric, roi des Goths, est forcé d'accepter le traité (foedus) de l'empereur Constantin et les Goths deviennent un peuple fédéré contre la promesse de subsides annuels en échange de la fourniture de soldats. À cette occasion, Ariaric envoie Aoric son fils en otage à Constantinople. Ce traité de paix rend les Romains si joyeux qu'ils organisent de nouvelles fêtes, les "jeux gothiques" du 4 au 9 février à Byzance.
Selon Herwig Wolfram, les allitérations, variations, et rythme des noms Athanaric, Aoric, Ariaric ressemblent à l'idéal des noms "Hadubrand, Hildebrand, Heribrand". Il considère que les similarités et comparaisons entre ces noms peuvent suggérer que ces trois rois sont membres de la dynastie Balthe.